# شيغيلة فلكسنرية النمط الثالث
شيغيلة فلكسنرية النمط الثالث (بالإنجليزية: Shigella flexneri serotype 3)‏ هي نمط بكتيري من أنماط الشيغيلة الفلكسنرية ضمن شعبة المتقلبات.